# Esteban Tuero

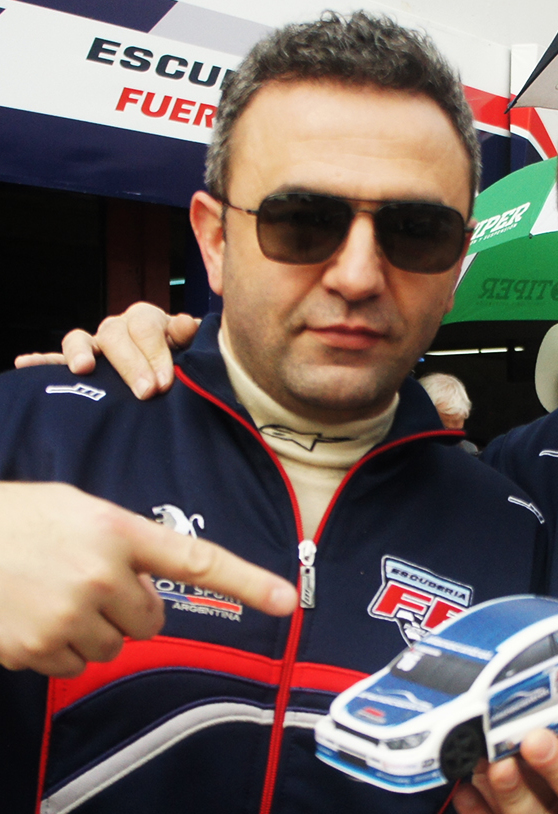
Esteban Tuero in 2017

Esteban Tuero (Buenos Aires, 22 april 1978) is een Argentijns autocoureur die al op zijn negentiende in de Formule 1 reed. Hij was daarmee de op drie na jongste Formule 1-coureur ooit op dat moment.
Na een periode in Zuid-Amerikaanse raceklassen kwam Tuero in 1995 naar Europa en maakte een jaar later indruk in de Italiaanse Formule 3-series. Dit leidde tot interesse van het Formule 1-team van Benetton maar uiteindelijk werd Tuero testcoureur bij Minardi. Een overstap nog datzelfde jaar naar de Formule 3000 was niet succesvol en in 1997 vertrok Tuero naar Japan om te racen in de Formule Nippon. Ook hier wist hij niet te imponeren en behaalde slechts een punt.
Desondanks geloofde Minardi in de Argentijn en hij kreeg een racezitje voor het seizoen 1998 bij het team. Dit leidde tot kritiek omdat Tuero niet goed genoeg zou zijn. De FIA gaf hem echter een superlicentie en Tuero bleek redelijk succesvol in de slechte Minardi-auto's hoewel hij geen punten scoorde. Hij sloot het seizoen af met een crash toen hij Toranosuke Takagi van achteren ramde bij de Grand Prix van Japan, hierbij liep hij een nekblessure op.
Voor het volgende seizoen zou Tuero aanblijven bij Minardi, tot hij eind januari 1999 op twintigjarige leeftijd zijn afscheid van de Formule 1 aankondigde. Tuero heeft altijd geweigerd een reden te geven voor zijn vertrek. Hij ging hierna weer racen in Argentinië in de TC 2000.